# Lug Poznanovečki
Lug Poznanovečki – wieś w Chorwacji, w żupanii krapińsko-zagorskiej, w gminie Bedekovčina. W 2011 roku liczyła 659 mieszkańców.